# Adán y Eva, la primera historia de amor
Adán y Eva, la primera historia de amor es una película de explotación italiana de 1983 dirigida por Enzo Doria y Luigi Rosso y protagonizada por los actores italianos Mark Gregory y Andrea Goldman. La película muestra a Adán y Eva intentando luchar por vivir la vida después de ser expulsados del Jardín del Edén.
Títulos en otros idiomas: Aka; Adán y Eva, la Primera Aventura del Hombre; Adam and Eve vs Cannibals
;  Blue Paradise

## Argumento
Adán y Eva, tras ser expulsados del paraíso, comienzan a deambular por el mundo prehistórico. En su largo viaje conocerán a otros seres humanos. Primero serán capturados por una tribu de proto homínidos primitivos que pretenden utilizar a Adán y Eva como instrumentos de reproducción para mejora de su propia estirpe. Logran huir pero se encontrarán con otra tribu, más civilizada, la de los hombres verdes de los árboles. Su jefe se enamora de Eva y ambos huyen. Adán, desesperado la buscará por todas partes y logra encontrarlos justo a tiempo para salvarla de las trampas de una tribu de terribles caníbales. Entonces, Eva tiene que elegir entre su nuevo amor y Adán, su primer hombre. Posteriormente, la pareja va al mar donde Eva da a luz a su primer hijo, Caín.